# 淡島雅吉
淡島 雅吉（あわしま まさきち、1913年（大正2年）3月17日 - 1979年（昭和54年）5月28日）は、日本のガラス工芸家である。本名は正吉（読み同じ）で、旧姓は小畑。

## 経歴・人物
東京に生まれ、日本美術学校（後の日本美術専門学校、2018年（平成30年）に閉校）に入学し同学校の教師だった染色工芸家の広川松五郎から指導を受ける。卒業後は各務クリスタル製作所に勤務し、ガラス工芸品の制作に携わった。その後は保谷クリスタル硝子製造所等を経て、第二次世界大戦後の1950年（昭和25年）に独立する。
独立後は自身で「淡島ガラスデザイン研究所」を設立し、1958年（昭和33年）には「淡島グラス」に改称し株式会社化された。その後も「しづくグラス」と呼ばれる独特の作風だった多数のガラス工芸品の制作にあたり、多くの賞を受賞した。また独立直後の1952年（昭和27年）には日本インダストリアルデザイン協会の創立時における正会員となった。

## 受賞歴
- 国井喜太郎賞 - 1978年（昭和53年）受賞[1]。
- 毎日新聞社賞 - 1978年（昭和53年）受賞。

## 著書
- 『工業意匠』